# Carlo Giustini
Carlo Giustini (* 4. Mai 1923 in Viterbo; † 26. Oktober 2005) war ein italienischer Schauspieler.

## Leben
Giustini debütierte zwanzigjährig in Sorelle Materassi, in dem er nach einem Vorsprechen für die Rolle des verwöhnten und opportunistischen Neffen „Remo“ engagiert worden war. Allerdings spielte er nicht diese Figur, sondern die deutlich kleinere des Liebhabers der russischen Prinzessin, die Paola Borboni darstellte. In den Nachkriegsjahren wurde er für zahlreiche sentimentale und abenteuerliche Streifen besetzt, in denen er zweite und Nebenrollen spielte, ohne dass ihm der tatsächliche Durchbruch als Schauspieler gelang; oft genug wurde er auf sein gutes Aussehen und seine athletischen Fähigkeiten reduziert. Nach 1962 und etlichen auch international besetzten Filmen, in denen er mit perfektem Englisch spielte, zog er sich bis auf zwei Science-Fiction-Filme von Antonio Margheriti 1966 aus dem Filmgeschäft zurück.

## Filmografie
- 1943: Sorelle Materassi
- 1944: La donna della montagna
- 1948: Fantasmi del mare
- 1949: Antonius von Padua (Antonio di Padova)
- 1949: Campane a martello
- 1949: Children of Chance
- 1951: Mamma mia, che impressione!
- 1951: Sangue sul sagrato
- 1951: Schatten über Neapel
- 1951: Serenata tragica
- 1952: Bellezze in motorscooter
- 1952: Der bunte Traum
- 1952: La leggenda del Piave
- 1953: Nero – der Untergang Roms (Nerone e Messalina)
- 1953: La prigioniera della torre di fuoco
- 1953: Spartacus, der Rebell von Rom (Spartaco)
- 1954: Abenteuer der vier Musketiere (I cavalieri della regina)
- 1954: I cavalieri dell’illusione
- 1954: La sultana Safiyè
- 1955: Conrad Nagel Theater: Tomorrow is the Avenger (Fernsehfilm)
- 1955: La ragazza di Via Veneto
- 1956: Das Baby auf dem Schlachtschiff (The Baby and the Battleship)
- 1957: Passione e sangue
- 1957: Der Mann aus der Fremde (The Passionate Stranger)
- 1957: La trovatella di Pompei
- 1958: Besuch um Mitternacht (The Whole Truth)
- 1958: Duell mit dem Tod (Intent to Kill)
- 1958: Froschmann Crabb (The Silent Enemy)
- 1958: Die nackte Maja (The Naked Maja)
- 1959: Zur Hölle mit Sydney (The Siege of Pinchgut)
- 1960: Franziskus und Klara (La tragica notte di Assisi)
- 1960: Herrin der Welt
- 1960: Messalina (Messalina Venere imperatrice)
- 1960: Im Land der langen Schatten (Ombre bianche)
- 1961: An einem Freitag um halb zwölf…
- 1961: Barabbas (Barabbà)
- 1961: El Cid (El Cid)
- 1961: Giuseppe venduto dei fratelli
- 1961: Die Jungfrauen von Rom (Le vergini di Roma)
- 1962: I Don Giovanni della Costa Azzurra
- 1962: Der Held von Attika (Il tiranno di Siracusa)
- 1962: Pontius Pilatus – der Statthalter des Grauens (Ponzio Pilato)
- 1962: Zwischen Schanghai und St. Pauli
- 1965: Raumschiff Alpha (I criminali della galassia)
- 1966: Tödliche Nebel (I diafonoidi vengono da Marte)